# Lycaena grisescens
Lycaena grisescens är en fjärilsart som beskrevs av Barend J. Lempke 1936. Lycaena grisescens ingår i släktet Lycaena och familjen juvelvingar. Inga underarter finns listade i Catalogue of Life.